# Корови
Корови је насељено мјесто у општини Србац, Република Српска, БиХ. Према попису становништва из 1991. у насељу је живјело 534 становника.

## Становништво
| Демографија | Демографија | Демографија |
| Година      | Становника  | Становника  |
| ----------- | ----------- | ----------- |
| 1948.       | 481         |             |
| 1953.       | 492         |             |
| 1961.       | 552         |             |
| 1971.       | 563         |             |
| 1981.       | 544         |             |
| 1991.       | 535         |             |
| 1993.       | 544         |             |